# Oswald Spengler
Oswald Spengler (Blankenburg am Harz, 1880. május 29. – München, 1936. május 8.) német idealista filozófus, az életfilozófiák egyik kiemelkedő képviselője, politikai író, a nacionalista és antidemokratikus konzervatív forradalom elméletének egyik teoretikusa, a fasizmus ideológiai előfutára. A német nemzetiszocializmus ideológiáját és a rasszizmust elvetette, de Benito Mussolini munkásságát nagyra tartotta.
A történelemben tagadta a haladás eszméjét, ehelyett azt különböző kultúrkörök történetére bontotta, amelyek mind átmennek a keletkezés, virágzás és elhalás periódusain. Azt hirdette, hogy a 19. századtól, a kapitalizmus győzelmétől kezdve a Nyugat, a nyugati civilizáció – amelynek virágkora a középkorban volt – a hanyatlás korába lépett, és az elkerülhetetlen pusztulás felé halad. A monarchiát, a nemesi rendet dicsőítette, a militarizmust, a háborút „a magasabb rendű emberi lét örök formájának” tekintette.

## Élete
Apja, Bernhard Spengler, anyja, Pauline Grantzow. Postahivatalnok apjától a kötelességtudatot és a szigorú munkafegyelmet örökölte, anyjától pedig, akinek családjában a művésztalentum több családtagban is megmutatkozott, a művészetekhez való vonzódást. Spengler gimnáziumi tanulmányait a Saal-parti Halle Latina der Franckschen Stiftungen oktatási intézményében folytatta. Ebben az időszakban meghatározó olvasmányai közé tartozott Ernest Renan Jézus élete, Friedrich Nietzsche Így szólott Zarathustra és Goethe Faust c. műve. Egyetemi tanulmányait Münchenben és Berlinben végezte. A doktori disszertációját, melynek címe: Hérakleitosz filozófiájának metafizikai alapgondolata, 1904-ben Halle egyetemén (Martin-Luther-Universität Halle-Wittenberg) védte meg. Tanári pályájának állomásai: Saarbrücken (1905), Düsseldorf (1906–1907), Hamburg (1908–1910). Spengler számára a szerény anyai örökség 1911-től kezdve lehetővé tette az anyagi és szellemi függetlenséget. Az örökségből először Olaszországba utazott, majd Münchenben telepedett le.
Főműve, mely nevét ismertté tette, A Nyugat alkonya. Az első kötete 1918. április 20-án jelent meg, néhány hónappal a Német Császárság katonai összeomlása előtt. A második kötetet 1922 májusában publikálta. 1922 novemberében átdolgozta az első kötetet is, részben válaszolva a művet ért bírálatokra. Az 1919–1924 közötti időszak csúcspont volt Spengler életében. Előadás-sorozatokat tartott. A konzervatív forradalom elméletének egyik jelentős teoretikusa lett.
Már 1924-ben született írásaiban (Neue Formen der Weltpolitik, Die politischen Schriften der deutschen Jugend) elhatárolódott a szélsőjobboldaltól, megszólalt benne a nácizmust elitista-etatista szintről elutasító konzervatív gondolkodó. Ő a hatalom államközpontú formáját tartotta fontosnak, de elutasította azt, hogy ezt a hatalmat egyetlen mozgalom vagy párt sajátítsa ki. Megnyíltak előtte a felső tízezerhez vezető út kapui. Kapcsolatba került neves személyiségekkel (Paul Reusch, rajnai nagyiparos, Alfred Hugenberg sajtómágnás, Hugo Stinnes bankár). Spengler azt tervezte, hogy önálló sajtóbirodalmat alapít. Fokozatosan rádöbbent azonban arra, hogy az üzleti világ nehezen befolyásolható és tőle idegen. 1924 és 1929 között éppen ezért visszavonult a közélettől. Elmélyült kutatómunkát folytatott, hogy A Nyugat alkonya c. művét kiegészítse az emberiség előtörténetével, a prekulturális szinttel.
A weimari köztársaság csődje után a kutatómunka csöndjét megtörték a politikai események. Spengler az 1920–1930-as években közeli kapcsolatban állt Gregor Strasserrel, Hitlert azonban kezdettől fogva alkalmatlannak tartotta a vezetésre („tökfilkó”). A vele való személyes találkozó után (1933. július 25., Bayreuth) teljes mértékben elfordult tőle. Spengler már a találkozót megelőzően, 1933 júliusa előtt befejezte A döntés évei c. művét, amelyről Detlef Felken később azt írta, hogy „az egyetlen rendszerbíráló mű, amely megjelent a Harmadik Birodalomban”. A mű tervezett második kötete már nem készült el, csak feljegyzések maradtak hátra.
A szellemi síkon folyó és egyre szélesebb körre kiterjedő kampányt Spengler ellen Alfred Baeumler indította el, ő később Alfred Rosenberg közvetlen munkatársa lett. 1933. augusztus 31-én, a Völkischer Beobachter hasábjain megjelenő cikkében azt vetette Spengler szemére, hogy nem ismerte fel Hitler és a nemzetiszocializmus nagyságát. Goebbels, aki már korábban is szerette volna Spenglert a mozgalom mellé állítani, több ízben, utoljára 1933. október 26-án tett kísérletet Spengler megnyerésére. Politikai írásokat kért tőle a mozgalom támogatására. Ezt Spengler visszautasította. Ezután 1933. december 5-én sajtóközlemény jelent meg a következő szöveggel: „A Spenglerről szóló vita továbbfolytatása nemkívánatos. A kormányzatnak az a kérése, hogy erről az emberről egyáltalán ne vegyenek tudomást”. Baeumler 1934 januárjában három rádióelőadást tartott a következő címmel: Oswald Spengler vége a nemzetiszocializmus kezdete. Ezek a legtágabb nyilvánossághoz szóló előadások jelentették a Spengler ellen folytatott kampány csúcspontját. Spengler marginalizálódott, ezután vészjósló csend vette körül. Gregor Strassert 1934. június 30-án, a „hosszú kések éjszakáján” Hitler parancsára likvidálták. Közvetlenül ezután Spengler is megsemmisítette azokat az őt terhelő dokumentumokat, melyeket a nemzetiszocializmus Adolf Hitler által képviselt szárnya veszélyesnek minősíthetett. 1935-ben megszakította kapcsolatait a Nietzsche Archívummal, mert az intézmény ebben az időszakban nagy szerepet játszott Friedrich Nietzsche tanainak meghamisításában.
Spengler 1936. május 8-án hunyt el müncheni otthonában, szívelégtelenségben. Münchenben hetekig azt beszélték, hogy a nácik tették el láb alól. Koporsójába, saját kívánságára, Goethe Faust és Friedrich Nietzsche Így szólott Zarathustra című műve került. A gyászjelentésben a temetés időpontját szándékosan egy órával későbbre tették, hogy elejét vegyék a szertartás esetleges megzavarásának.

## Filozófiája

### Történetfilozófiai nézetei
Oswald Spengler nevét fő műve, A Nyugat alkonya tette híressé, amely egyszerre tekinthető egyrészt filozófiai alapokra helyezett alapvetésnek, másrészt saját történelmi kora sokrétű analízisének. Spengler történetfilozófiájában szakít a történelem hagyományos korszakolásával, valamint azzal a nézettel, hogy a történelmi fejlődés lineárisan bomlik ki és csúcspontja az európai polgári kultúra. Úgy véli, hogy ez a felfogás az európai történészekre jellemző egyoldalú, Európa szerepét túlértékelő, elfogult látásmód, amely lekicsinyli más kultúrák jelentőségét.
Spengler szerint kultúrkörök vannak, melyek mindegyike hasonló szakaszokon megy keresztül. Mindegyik kultúrkörre jellemző az, hogy két fő szakasza van. Az első szakasz a kultúra időszaka, amelyben originális műveket alkotnak, szimbolikusan megjelenítik az adott kultúrkörre jellemző legfőbb törekvéseket. A második szakasz a civilizáció időszakasza, amelynek legfőbb ismérve, hogy döntővé válik a már meglévő művek, értékek másolása, technikailag magas szintű és mennyiségileg növekvő reprodukciója. A technikai gazdagság ugyanakkor sokáig (akár évszázadokon keresztül) elfedheti azt, hogy a kultúra valójában már megmerevedett, halott, hogy az adott kultúrkör kimerítette saját lehetőségeit, meddővé vált, átlépett a civilizáció fázisába, s elkerülhetetlenül a pusztulás felé halad. Kultúra és civilizáció kettősségét és sajátos természetét Spengler a legpregnánsabban a görög kultúra és a római civilizáció összefüggésrendszerének és különbségének feltárásával jellemzi. Mivel az egyes kultúrkörök hasonló szakaszokon mennek keresztül, s az egyes fejlődési szakaszok hasonló sajátosságokat mutatnak, ez lehetővé teszi, hogy analógiák segítségével hasonlítsák őket össze egymással (ezt Spengler meg is teszi). Lehetővé teszi továbbá azt is, hogy létező, de életpályájukat még be nem futó kultúrkörök sorsával kapcsolatban előre gondolkodjanak, következtetéseket vonjanak le. A történelem Spengler szerint jelrendszer, az empirikus történelem: jelzések tömege, amely azonban értelmező kiegészítésre, hermeneutikai megközelítésre szorul.
Spengler A Nyugat alkonya c. művében a „kultúra” terminust két értelemben használja. Egyrészt a kultúrkör első fázisát érti ezen. Másrészt időnként használja a kultúrkör szinonimájaként is. Ez az értelmezésnél olykor félreértésekre adhat alkalmat.
Spengler szerint saját történelmi koráig nyolc kultúra (kultúrkör) jelent meg a történelem színpadán (babiloni, egyiptomi, indiai, kínai, mexikói, antik, arab és a nyugati). Azért, hogy elhatárolódjon a korabeli értelmezésektől és korszakolásoktól, három kultúrkörnek külön elnevezést is ad. Így jelenik meg az antik kultúrkör esetében az „apollóni”, az arab esetében a „mágikus”, a nyugati esetében pedig a „fausti” kultúra elnevezés. A fausti kultúra keretében elemzi saját jelenkorunkat is, az amerikai és az európai történelmet, amely szerinte már átlépett a civilizáció időszakába, és a látványos technikai gazdagság ellenére sok vonatkozásban hanyatlik.
Spengler nem akart szisztematikus metafizikát írni. Fő ereje a metafizikai fogalmak kultúrfilozófiai alkalmazásában áll. A történelmet és a természetet többféle módon elkülöníti egymástól, de ez különbözik a 19. századi pozitivizmus (Auguste Comte, Herbert Spencer) felfogásától, és eltér attól a megoldástól is, amit Wilhelm Dilthey vagy Heinrich Rickert képvisel.
Spenglernek ezen túlmenően figyelemre méltó, máig maradandó és érvényes megfigyelései vannak a világvárossal, a világváros és a vidék ellentétével, a tömegkultúrával, a nagyvárosi létformával, az embernek a tájhoz való viszonyával, a média működésével, a technika történelmi és jelenkori szerepével, a művészeti ágak és az egyes kultúrák egyéb tényezőinek összefüggésrendszerével, a művészettörténettel, a történettudományok vizsgálódási módszerével, a számvilág kultúrtörténeti feldolgozásával és a hatalomgyakorlás egyes formáival kapcsolatban.

### A konzervatív forradalom teoretikusa
A konzervatív forradalom kifejezést – eltérve annak angol tartalmától – már Thomas Mann használta Orosz antológia c. tanulmányában 1921-ben. Megjelenik 1927-ben Hugo von Hofmannsthal Das Schrifttum als geistiger Raum der Nation c. írásában. Ő egy olyan mozgalom megnevezésére alkalmazta, amely „szabadság helyett a kötődéseket, az egyén helyett a közösségeket, a szétszakítottság helyett az egységet részesíti előnyben”. Elméleti szempontból és átfogó értelemben először Hermann Rauschning használta. Ő 1941-ben Konzervatív forradalom címmel könyvet jelentetett meg, a terminus ennek nyomán terjedt el szélesebb körökben is. Armin Mohler A konzervatív forradalom Németországban 1918-1932 között c. könyvében, melyet Stuttgartban 1950-ben publikált, s amely egyben Karl Jaspers témavezetésével megírt doktori értekezése is volt, két különböző mozgalomként különítette el egymástól a konzervatív forradalmat és a nemzetiszocializmust. S ezzel újjáélesztette a 20. századi német konzervativizmusról szóló diskurzust.
A konzervatív forradalom megnevezés maga is több, egymástól árnyalatokban vagy erőteljesebben eltérő nézetet fog össze. Képviselőinek eszmekörére az 1920–1930-as évek Németországában jellemző a demokrácia- és liberalizmuskritika, a birodalmi nacionalizmus, az arisztokratizmus, olykor egyfajta klerikális konzervativizmus. Hiányzik belőle azonban, vagy nincs benne jelen markánsan a biológiai fajelmélet, a rasszista antiszemitizmus, a szociális demagógia és a „népi” (völkisch) gondolat. A konzervatív forradalom gondolatkörének megerősítéséhez Németországban hozzájárult az első világháború követő versailles-i békerendszer (békediktátum) okozta trauma, a weimari köztársaság megalakulása és annak válsága.
Spenglert 1919–1924 között keletkezett írásai ultrakonzervatív beállítottságot mutatnak. Spengler elfogadta a versaillesi-i békerendszer, a liberalizmus és a marxizmus kritikáját. Filozófiájából ugyanakkor teljes mértékben hiányzott az antiszemitizmus. A fajelméletet mélyen megvetette. Élete utolsó időszakában már a konzervatív forradalom gyengeségéről beszélt, s arról, hogy maga alá gyűrte a nemzetiszocializmus irányzata: „egy párt maradt, a legrosszabb”.

## Filozófiájának fogadtatása és hatása
Spengler főműve, A Nyugat alkonya, részben olvasmányos stílusának, részben radikális problémafeltárásának köszönhetően széles körökben gyakorolt hatást. A könyv eladási példányszáma rekordot döntött. Thomas Mann alapvetően mély filozófiai műnek nevezte, a fausti kultúrára vonatkozó jövőkép és a művészet lehetséges jövőjének megítélése miatt azonban később inkább a műhöz való kritikai viszonyulása került előtérbe, ugyanakkor mindvégig mély tisztelettel beszélt Spenglerről. Ludwig Wittgenstein kifejezetten kedvelte Spenglert. Theodor Adorno külön tanulmányban foglalkozott Spenglerrel, főleg olyan elemekre utal, mint amilyen a tömegművészet, a világvárosi neonomadizmus, a propaganda, a reklám és a sport spengleri analízise. A történész szakma korabeli képviselői kifogásolták a szinoptikus látásmódot, az analógiákra épülő morfológiai módszert, s kivesézték a legapróbb tárgyi tévedést is. A kritikai hang jellemző Ernst Troeltsch és Friedrich Meinecke recenzióira is. Manfred Schröter és Eduard Meyer recepciója viszont azt hangsúlyozta, hogy mindenekelőtt a mű összkoncepciójában rejlő termékeny elemekre és felismerésekre kell figyelni, s ezeket alapvetően nem változtatják meg a kritizált részletek. Raymond Aron Oswald Spengler elemző készségét méltatta. Arnold J. Toynbee többször hangot adott Spenglerhez való kötődésének. Spanyolországban pedig José Ortega y Gasset segített tanai elterjesztésében. Olaszországban a liberális Benedetto Croce viszont Vico-epigonnak nevezte, s keményen bírálta.
Dél-Amerikában egy argentin professzor, Ernesto Quesada, már 1921-ben előadássorozatot tartott Spengler filozófiájáról.
Az Amerikai Egyesült Államokban Henry Kissinger doktori disszertációját 1950-ben részben Spengler bölcseletéről és politikai realizmusáról írta. A német filozófus jövendöléseit „meghökkentően pontos jóslásoknak nevezte”. Spengler történetfilozófiai felismeréseit később hasznosította a nemzetközi politikai és diplomáciai gyakorlatban is. Zbigniew Brzezinski mint gyakorló politikus méltatta Spengler gondolatait: „A Nyugat alkonya sok olyan dolgot mond el, melyek jelentősek korunk problémái szempontjából”. A Nyugat alkonya olvasója és méltatója volt Ezra Pound is.

## Filozófiájának magyarországi hatása
Oswald Spengler filozófiája Magyarországon hatott egyrészt a katedrafilozófia néhány képviselőjére, így például Thienemann Tivadarra, hatott szakmán kívüli filozófusra (Hamvas Béla), illetve a szépirodalom és irodalomtudomány olyan kiemelkedő képviselőire, mint Szerb Antal, Németh László, Márai Sándor. Főművének teljes fordítása magyarul csak a rendszerváltozás után, 1994-ben jelenhetett meg először. A fordítók: Csejtei Dezső, Juhász Anikó (I. kötet) és Simon Ferenc (II. kötet). Ezt megelőzően csak néhány oldalas töredékeket publikáltak a főműből magyarul. Életéről és filozófiájáról az első összefoglaló könyv 2009-ben jelent meg Csejtei Dezső és Juhász Anikó tollából Oswald Spengler élete és filozófiája címmel.

## Művei
- Der metaphysische Grundgedanke der Heraklitischen Philosophie (A hérakleitoszi filozófia metafizikai alapgondolata, 1904). Inaugural-Dissertation
- Der Untergang des Abendlandes. Umrisse einer Morphologie der Weltgeschichte I. Band 1918. II. Band. 1922. (A Nyugat alkonya. A világtörténelem morfológiájának körvonalai I. kötet: 1918, II. kötet: 1922)
- Preußentum und Sozialismus (Poroszság és szocializmus, 1922)
- Pessimismus? (Pesszimizmus?, 1922)
- Die Revolution ist nicht zu Ende (A forradalomnak nincs vége, 1924)
- Neubau des deutschen Reiches (A Német Birodalom újjáépítése, 1924)
- Politische Pflichten der deutschen Jugend. Rede gehalten am 26-en Februar vor der Hochschulring deutscher Art in Würzburg (A német ifjúság politikai kötelességei. Beszédek, melyek Würzburgban hangoztak el a Német Főiskolai Kör előtt)
- Der Mensch und die Technik (Az ember és a technika, 1931)
- Politische Schriften (Politikai írások, 1931)
- Die Revolution ist nicht zu Ende (A forradalomnak nincs vége, 1932)
- Jahre der Entscheidung (A döntés évei, 1933)
- Reden und Aufsätze. Hrsg. Hildegard Kornhardt (Beszédek és tanulmányok, szerk. Hildegard Kornhardt, 1937)
- Gedanken. Hrsg. Hildegard Kornhardt (Gondolatok, szerk. Hildegard Kornhardt, 1941)
- Briefe (1913-1936). Ausgabe: 1963 (Levelek 1913–1936 között, 1963)
- Eis heauton. Aus dem Nachlaß (Önmagamhoz. A hagyatékból, 2007)

## Magyarul
- Gép és ember. Egy új életfilozófia gondolatai; bev. Nagy József, ford. Sz. Mátray Sándor; Egyetemi Ny., Bp., 1932 (Azonos a Der Mensch und die Technik, vagyis Az ember és a technika c. művel)
- Ember és gép. Egy új életfilozófia vázlata; ford. Sz. Mátray Sándor; Danubia, Bp., 1943
- A Nyugat alkonya. A világtörténelem morfológiájának körvonalai, 1-2.; Európa, Bp., 1994 
  - 1. Alak és valóság; ford. Juhász Anikó, Csejtei Dezső
  - 2. Világtörténeti perspektívák; ford. Simon Ferenc
- Ember és gép. Egy új életfilozófia gondolatai; bev. Nagy József, ford. Sz. Mátray Sándor, utószó Tudós-Takács János; Pannon Alapítvány, Bp., 2001
- A Nyugat alkonya. A világtörténelem morfológiájának körvonalai, 1-2.; ford. Juhász Anikó, Csejtei Dezső, Simon Ferenc; 2. átdolg. kiad.; Noran Libro, Bp., 2011
- Válságok árnyékában. Filozófiai írások; ford. Csejtei Dezső, Juhász Anikó; Noran Libro, Bp., 2013
- Pesszimizmus? / Oroszország és Németország Keleti problémájának kettős arculata / Nietzsche és évszázada; ford. Németh Bálint; Varázsló Macska Kiadó, Pécs, 2020 ISBN 9786150085265
- A döntés évei. Németország és a világtörténelmi fejlődés; ford., utószó Csejtei Dezső, Juhász Anikó; Hitel, Bp., 2024

## Fordítás
- Ez a szócikk részben vagy egészben a Oswald Spengler című német Wikipédia-szócikk ezen változatának fordításán alapul.  Az eredeti cikk szerkesztőit annak laptörténete sorolja fel. Ez a jelzés csupán a megfogalmazás eredetét és a szerzői jogokat jelzi, nem szolgál a cikkben szereplő információk forrásmegjelöléseként.

### Róla megjelent könyvek, tanulmányok magyarul
- Giesswein Sándor: A nyugati kultúra válsága. In: Katholikus Szemle. 1920. 513-525. o.
- Kolnay Aurél: Nyugat pusztulása. In: Aurora. 1920. 18-19. sz. 12-19. o.
- Pauler Ákos: Új kultúrfilozófia. In: Athenaeum. 1920. 82-87. o.
- Szöllőssy Lajos: Spengler könyve a hanyatló Nyugatról. In: Budapesti Szemle. Budapest: 1920. 182. kötet. 178-182. o.
- Bibó István: Az emberiség múltjáról és jövőjéről. In: Társadalomtudomány. 1. Budapest: 1921. 115-135. o.
- Czakó Ambró Lajos: Spengler ellen (Goetz Briefs. Untergang des Abendlandes. Christentum und Sozialismus. Freiburg 1921.) In: Független Szemle. 1921. 10. sz. 380. o.
- Hornyánszky Gyula: Oswald Spengler. In: Társadalomtudomány. 1. Budapest: 1921. 230-241. o.
- Hornyánszky Gyula: Nyugat pusztulása. In: Magyar Helikon. 2. Budapest: 1921. 11-12. sz. 743-745. o.
- Bartók György: A Nyugat alkonya. In: Pásztortűz. 8. 1922. 17. sz. 426-430. o.
- Dékány István: Spengler történelemelmélete. In: Történeti szemle. 1922. 165-175. o.
- Goldzieher Miksa: O. Spengler. Der Untergang des Abendlandes. 2. Bd. In: Független Szemle. 1922. 270-271. o.; 2. kiadás. In: Café Bábel. Budapest: 1995. 15-16. sz. 195-196. o.
- Szöllősy Lajos: Spengler, der Untergang des Abendlandes. 2. Bd. In: Budapesti Szemle. Budapest. 1922. 191. kötet 72-77. o.
- Thienemann Tivadar: A Nyugat alkonya. Oswald Spengler és a Spengler-irodalom. In: Minerva. 1922. 342-361. o.
- Ottlik László: Felelősség és szükségszerűség. In: Társadalomtudomány. 3. 1923. 1-4. 386-399. o.
- Szerdahelyi Sándor: Spengler és a szocializmus. In: Szocializmus. 1923. 435-437. o.
- Tavaszy Sándor: A jelenkor szellemi válsága. In: Kritikai útmutató. Kolozsvár. 1923.
- Kornis Gyula: Történetfilozófia. Magyar Történelmi Társulat. 1924. 120-122. o.
- Szemere Samu: Spengler filozófiája. Budapest: 1924. Béta. 80. Mindent tudok Könyvtár 10.
- Tavaszy Sándor: A nyugat-európai kultúra sorsa Spengler filozófiájának tükrében. In: Erdélyi Irodalmi Szemle. 1924. 3-4. sz. 207-211. o.; 5-6. sz. 203-207. o.; 7. sz. 218-223. o.
- Tavaszy Sándor: Az erdélyi magyar kultúra kérdése Spengler filozófiáján át nézve. In: Ellenzék. Irodalmi melléklet. 45. évf. 1924. 128. sz.
- Horváth Barna: Spengler államszemlélete és az állam és az állam fenomenológiája. In: Társadalomtudomány 5. 1925. 120-130. o.
- Tavaszy Sándor: A nyugat-európai kultúra sorsa Spengler filozófiájának tükrében. In: Világnézeti kérdések. Torda. 1925. 127-124. o. és 131-133. o.
- Földessy Gyula: Spengler alapvető eszméinek kritikája. In: Korunk 1. 1926. 7. sz. 481-490. o.; 8-9. sz. 605-616. o.
- Papp György: Közép-Európa kultúrproblémái. In: Nyugat. 1926/II 237-239. o.
- Salamon László: Ambíciók alkonya. In: Korunk I. 1926. 3. sz. 216-218. o.
- Marót Károly: A költészet lényege és formája. In: Budapesti Szemle. 1927. 207. kötet. 242-28. o.
- Brandenstein Béla: Történetfilozófiai reflexiók I. In: Budapesti Szemle. 1928. 209. kötet. 43-76. o.
- Rados K. Béla: Ady és kora Spengler Oswald világképében. In: Híd. 1928. 5. sz. 226-232. o.
- Wildner Ödön: Nyugat és Kelet. In: Budapesti Szemle. 1928. 209. kötet 192-213. o.
- Madzsar Imre: Térszemlélet és időérzés a babilóniai kultúrában. Adalék Oswald Spengler történetfilozófiájához. In: Budapesti Szemle. 1930. 217. kötet. 94-125. o.
- Salamon László: A brigantik filozófusa. In: Munkás Újság. 1930. 83. sz.
- Joó Tibor: Az ember és a technika (Spengler könyve). In: Nyugat 1931/II. 485-487. o.
- Madzsar Imre: Időhatár és térhatár. In: Budapesti Szemle. 1931. 222. kötet. 37-66. o.
- Szekfű Gyula: A történet mechanizálása. In: Magyar Szemle. 1931. 13. kötet. 4. sz. 331-341. o.
- Thienemann Tivadar: A kultúra mint individuum: Spengler. In: Irodalomtörténeti alapfogalmak. Danubia. Pécs: 1931
- Nagy József: Bevezető Oswald Spengler Gép és ember c. művéhez. Budapest: 1932
- Mihelics Vid: Technika és gép a társadalom életében. In: Magyar Szemle. 1932. 15. kötet. 4. sz. 362-370. o.
- Nagy Lajos: Spengler filozófiája. In: Magyar Kultúra. 1932/I. 438-444. o.; 2. kiadás: In: Café Bábel. Budapest: 1995. 15-16. sz. 196-201. o.
- Bolyai Zoltán: A brutalitás heroizálása. In: Korunk. 8. 1933. 934-936. o.
- Csécsy Imre: Oswald Spengler riadója. Gondolatok Jahre der Entscheidung c. művével kapcsolatban. In: Századunk. 8. 1933. 8-10. sz. 214-229. o.; 2. kiadás: In: Café Bábel. 1995. 15-16. sz. 201-206. o.
- Kecskés Pál: A bölcselet története. Szent István Társulat. Budapest. 1. kiadás 1933
- Neufeld Béla: A németországi máglyák. In: Korunk. 1933. 471-472. o.
- Koller István: Spengler Oswald kultúrbölcselete. Sopron. Röttig-Romwalter Nyomda. 1934. 15 lap
- Németh László: Oswald Spengler: Jahre der Entscheidung. Tanú. 1934. 7. sz. 10-19. o.
- Schwarzer Gyula: Oswald Spengler: A döntés évei. In: Híd. 1. 1934. 6. sz. 29- 30. o.
- Hamvas Béla: Modern apokalipszis. (A világkrízis irodalma). In: Társadalomtudomány. 15. 1935. 2-3. 113-127. o.
- Bóka László: Spengler Oswald. In: Athenaeum. 12. kötet. 1936. 90-91. o.
- Brandenstein Béla: Az ember a mindenségben. II. In: Az emberi kultúra. MTA. Budapest: 1936. 677-679. o.
- Erényi Gusztáv: A Spengler-epilógus. Nyugat. 1936. I. 490-493. o.; 2. kiadás: In: Café Bábel. 1995. 15-16. sz. 206-208. sz.
- Fejtő Ferenc: Oswald Spengler. In: Szocializmus 26. 1936. 6. sz. 293-294. o.
- Kézai Béla: Oswald Spengler tanítása. In: Élet. 29. 1936. 651. o.
- Németh László: Terv nélkül. Napló tanulmányokban. 1936. április-május
- Németh László: Fatalizmus vagy veszélytudat. In: Tanú. 1936. 1-2. sz. 29-35. o.
- Pongrácz Sándor: Spengler és az élettudomány. In: Búvár 2. 1936. 389-391. o.
- Neufeld Béla: A nemzetiszocializmus ideológiája. In: Korunk. 11. sz. 1936. 1. sz. 1-9. o.
- Sándor Pál: Oswald Spengler: In: Korunk. 11. 1936. 7-8. sz. 689-692. o.
- Sármándi Sándor: Oswald Spengler (1880-1936). In: Magyar Kultúra. 23. sz. 1936. 45. kötet 358-359. o.
- Dr. Schweiger Lázár: Oswald Spengler kultúrantiszemitizmusa. In: Múlt és jövő. 1936. 207-208. o.; 2. kiadás: In: Café Bábel. 1995. 15-16. sz. 208-210. o.
- Fejtő Ferenc: Válságirodalom. In: Szocializmus. 27. 1937. 2-3. sz. 11-113. o.
- Hamvas Béla: A hiteles görögség. 2. Az idő. 1. kiadás: 1937. ; 2. kiadás In: Babérligetkönyv/Hexakümion. Életünk Szerkesztősége. Szombathely. 1993. 327-333. o.
- Hamvas Béla: A világválság. (Aktuális kérdések irodalma). Fővárosi Könyvtár. Budapest: 1938
- Németh László: A minőség forradalma. 2. kötet. Új enciklopédia felé. In: Magyar Élet. Budapest: 1940. 21-32. o.
- Szemere Samu: Filozófiai tanulmányok. Budapest: 1941
- Szerb Antal: A világirodalom története. Magvető Kiadó. Budapest: 1941
- Sármándi Sándor: A két évtized előtt meglátott válság. (Oswald Spengler: Der Untergang des Abendlandes c. műve alapján). In: Magyar Nemzet: 1942. 283. sz. dec. 13. 9-10. o.
- Vajda Endre: Szerb Antal: A világirodalom története. In: Protestáns Szemle. 1942. 152-154. o.
- Németh László: A minőség forradalma. 5. kötet. Huszadik század. Magyar Élet. Budapest: 1943. 118-125. o.
- Vincze László: Ember és gép. Oswald Spengler könyve. In: Magyar Csillag 1944. 307-308. o.
- Szerb Antal: A világvárosi ember. In: A varázsló eltöri pálcáját. 1. kiadás: 1948. ; 3. kiadás. Magvető Kiadó, Budapest: 1969
- Lukács György: A háború kora és a háború utáni kor. (Spengler). In: Az ész trónfosztása. Magvető Kiadó. Budapest: 1954
- Szigeti József: A magyar szellemtörténet bírálatához. Kossuth Könyvkiadó. Budapest: 1964. 109-110. o. és 207-08. o.
- Sándor Pál: A filozófia története. Akadémiai Kiadó. Budapest: 1965. III. k. 565-572. o.
- Bodor András. A Nyugat alkonyától az egységes civilizációig. Oswald Spengler és Arnold J. Toynbee történetfilozófiai rendszere. In: Korunk. 25. 1966. 8. 1128-1137. o.
- Sándor Pál: Oswald Spengler. In: Az ár ellen. Magvető Kiadó. Budapest 1970. 282-287. o.
- Salamon László: Május kék madara. In: Esszék és publicisztikai írások 1923-1943. Kriterion Kiadó. Bukarest. 1971. 11-14. o.; 64-69. o.
- Poszler György: Szerb Antal. Akadémiai Kiadó. Budapest: 1973. 344-346. o.; 367-369. o.; 375-377. o.; 388-399. o.
- Lendvai L. Ferenc – Nyíri Kristóf: A filozófia rövid története. A Védáktól Wittgensteinig. Kossuth Könyvkiadó. 1. kiadás: 1974
- Gedő András: Válságtudat és filozófia. Kossuth Könyvkiadó. Budapest. 1976. 82-86. o.; 93-94. o; 301-303. o.
- Nyíri Tamás: A filozófiai gondolkodás fejlődése. Szent István Társulat. Budapest: 1977
- Tóth Tamás: A konzervatív nagyvárosellenesség ideológiatörténetéhez (Riehl és Spengler): In: Magyar Filozófiai Szemle. 24. 1980. 2. 145-167. o.
- Haller Rudolf: Wittgenstein és Spengler. In: Világosság. 22. 1981. 5. 313-315. o.
- Rathmann János: Technikafilozófia a húszas évek újkonzervativizmusában Németországban. In: A filozófia időszerű kérdései. 54. sz. 1982. 40-51. o.
- Balázs Sándor: Spengler és a nemzetiségi magatartás. In: Korunk. 41. 1982. 1. sz. 45-50. o.
- Nyíri Kristóf: Ludwig Wittgenstein. Kossuth Könyvkiadó. Budapest: 1983. 62-63. o.; 69-72. o.
- Csécsy Imre: Oswald Spengler riadója. In: Radikalizmus és demokrácia. Válogatott írások. Szeged. 1988. 75-93. o.
- Molnár Gusztáv: A feltámadt Leviatán. Medvetánc 1988. 2-3. sz.. 91-129. o.
- Szabó Miklós: A kontinentális Európa konzervatív ideológiájának új vonásai a századfordulón. In: Politikai kultúra Magyarországon 1896-1986. Válogatott tanulmányok. Medvetánc könyvek. Budapest: 1989
- Hársing László: Oswald Spengler. In: A filozófiai gondolkodás Fichtétől Gadamerig. II. Miskolc: 1991. 142-144. o.
- Kéri Elemér: Kultúra és civilizáció. Thomas Mann és Nietzsche reflexiói alapján. In: Filozófiai Figyelő 13. Budapest: 1991. 101-120. o.
- Neumer Katalin: Spengler. In: Határutak. Ludwig Wittgenstein késői filozófiájáról. MTA. Filozófiai Intézet, Budapest: 1991. 28-36. o.; 84-86. o.; 88. o.; 128. o; 173. o; 211-213. o.
- Dörömbözi János: Oswald Spengler. In: Világirodalmi Lexikon. Akadémiai Kiadó. Budapest: 1992. 13. kötet. 449-450. o.
- Fitos Vilmos: Bodnár Zsigmond hullámelmélete – Bodnár és Spengler. Hunnia. 35. Budapest: 1992. 13. kötet. 449-450. o.
- Dörömbözi János: Spengler. In: A filozófia története és elmélete. II. Nemzeti Tankönyvkiadó. Budapest: 1994. 260. o.
- Dombi Gábor: A Nyugat alkonya – magyarul. Népszabadság. 52. 1994. 305. sz. (dec. 29.) 13. o.
- Széchenyi Ágnes: Eszmehiány. (Spengler: A Nyugat alkonya I-II.) Magyar Hírlap. Budapest: 1994. december 17.
- Panek Sándor: Oswald Spengler főműve magyar fordításban. Délmagyarország, 1995. január 2. 9. o.
- Perecz László: Gyászjelentés két kötetben. Népszabadság. Budapest: 1995. jan. 3. 15. o.
- Dr. Sáry Gyula: A Nyugat alkonya, a Nyugat hajnalán – Oswald Spengler: A Nyugat alkonya. In: Élet és Irodalom. 39. 1995. 13. sz. 14. o.
- Ungvári Tamás: Történelem az egész világ – Oswald Spengler: A Nyugat alkonya. Könyvszemle. 1995. Népszabadság-melléklet. 1995. március 4.
- Madarász Imre: A fantomkönyv megjelent – Oswald Spengler: A Nyugat alkonya I-II. In: Könyvvilág. 39. Budapest: 1995.
- Farkas Zsolt: Hátha tényleg alkonyul, ha nem is úgy. (O. Spengler: A Nyugat alkonya I-II.) Beszélő. Budapest: 1995. május 25. 26-27. o.
- Bálint B. András: Világlemente. Respublica. Budapest: 1995/11. márc. 17-23. 44-45. o.
- Csejtei Dezső – Juhász Anikó: Oswald Spengler: A Nyugat alkonya. In: 33 híres bölcseleti mű. Móra Könyvkiadó. Budapest: 1995. 365-367. o.
- Csejtei Dezső – Juhász Anikó: A Nyugat alkonya. In: 33 híres bölcseleti mű. Móra Könyvkiadó. Budapest: 1995. 368-380. o.
- Kovács Gábor: A bűnös város mítosza. Spengler konzervatív városkritikája. In: Pannonhalmi Szemle. 1996. IV./2. 85-95. o.
- Kovács Gábor: „Meg akartunk szabadulni a pártoktól, és maradt egy: a legrosszabb.” Oswald Spengler demokráciakritikája. In: Világosság. 1997. 1. sz.
- Juhász Anikó – Csejtei Dezső: A történelem vége Spengler felfogásában. In: Történelem – kulcsra készen? Humán Tudományokért Alapítvány: Veszprém: 2000. 133-184. o.
- Juhász Anikó: Oswald Spengler. In: Magyar Virtuális Enciklopédia. MTA Filozófiai Intézet. Budapest: 2004
- Kiss Ulrich: A Nyugat alkonya. II. In: Információs Társadalom. 2004. 3-4. sz.
- Juhász Anikó – Csejtei Dezső: Oswald Spengler Európa-képének nietzschei gyökerei. In: Európa Nietzsche után c. tematikus kötetben. Eger: 2005. EKF Líceum Könyvkiadó.
- Gyurgyák János – Kisantal Tamás: Bevezetés Oswald Spengler életrajzához és életművéhez. In: Történelemelméletek. I-II. Osiris Kiadó. Budapest. 2006
- Gyurgyák János – Kisantal Tamás: A történelem vége és az utolsó ember c. fejezet In: Történelemelméletek. I-II. Osiris Kiadó. Budapest. 2006
- Csejtei Dezső – Juhász Anikó: A Bildungsbürgertum fogalma a 20. században. In: Szegedtől Szegedig antológia. Bába Kiadó. 2008. 292-304. o.
- Csejtei Dezső – Juhász Anikó: Oswald Spengler és Henry Kissinger. In: Pro Philosophia Évkönyv. Veszprém: 2008. 5-19. o.
- Madarász Imre: Életrajz és életmű kor-keretben. In: Köznevelés. 06. 2009
- Kovács Norbert: A spengleri rendszer hermeneutikája. In: Különbség, X. évf. 1. sz. Szeged: 2010. április. 151-156. o.
- Lőrinczy Huba: Esszébe ágyazott krízisregény. Márai Sándor: Harminc ezüstpénz. In: Forrás. 05. 2010
- Szmodis Jenő: A jog mint multidiszciplináris jelenség. In: Magyar Tudomány. 5. sz. Magyar Tudományos Akadémia. Budapest: 2011
- Salamon János: A hanyatlás morfológiája – Oswald Spengler: A Nyugat alkonya. Magyar Narancs. XXIII. 30. sz. Budapest: 2011
- Csejtei Dezső – Juhász Anikó: Tájfilozófia Spengler a Nyugat alkonya című művében: In: Filozófiai elmélkedések a tájról. Attraktor Kiadó, Máriabesnyő 2012. 65-94. o. ISBN 978 615 5257 17 9
- Tóth Gábor: A tömeg- és az elitművészet esztétikai jelentése Ortega, Spengler és Walter Benjamin filozófiájában; MMA MMKI–L'Harmattan, Bp., 2016 (MMA ösztöndíjas tanulmányok)